# EXistenZ
eXistenZ este un thriller science fiction din 1999 regizat de către David Cronenberg.

## Prezentare
„Jocul-consolă eXistenZ este în fond un animal. Este crescut din ouă amfibiene fertilizate umplute cu ADN sintetic.”
Creatoarea de jocuri Allegra Geller (Jennifer Jason Leigh) își testează ultimul joc VR, eXistenZ, pe un grup țintă. Pentru a intra în joc, participanții trebuie să-și introducă un dispozitiv bio-organic numit "pod" într-un "bio-port" implantat în partea de jos a spinării. Jocul este complet imergibil, astfel încât la un moment dat devine imposibil de spus dacă acțiunile participanților sunt dictate de propria lor voință sau sunt conduse de către joc sau dacă jucătorii se află încă în joc sau în lumea reală.

## Actori
- Jennifer Jason Leigh este Allegra Geller
- Jude Law este Ted Pikul
- Ian Holm este Kiri Vinokur
- Willem Dafoe este Gas
- Don McKellar este Yevgeny Nourish
- Callum Keith Rennie este Hugo Carlaw
- Christopher Eccleston este the Seminar Leader
- Sarah Polley este Merle
- Robert A. Silverman este D'Arcy Nader
- Oscar Hsu este Chinese Waiter
- Kris Lemche este Noel Dichter
- Vik Sahay este Male Assistant